# Laevidentalium coruscum
Laevidentalium coruscum is een Scaphopodasoort uit de familie van de Laevidentaliidae. De wetenschappelijke naam van de soort is voor het eerst geldig gepubliceerd in 1905 door Pilsbry.